# Hyde Park (Village)
Hyde Park ist ein Village in der Town Hyde Park im Lamoille County des Bundesstaates Vermont in den Vereinigten Staaten mit 410 Einwohnern (laut Volkszählung von 2020). Hyde Park liegt im Süden in der Town, von der es politisch und verwaltungstechnisch abhängig ist (village), mit der es jedoch viele kommunale Dienste teilt. Im Village befinden sich die Verwaltungseinrichtungen des Villages, der Town und des Lamoille Countys, da Hyde Park zugleich auch die Shire Town des Countys ist.

## Geschichte

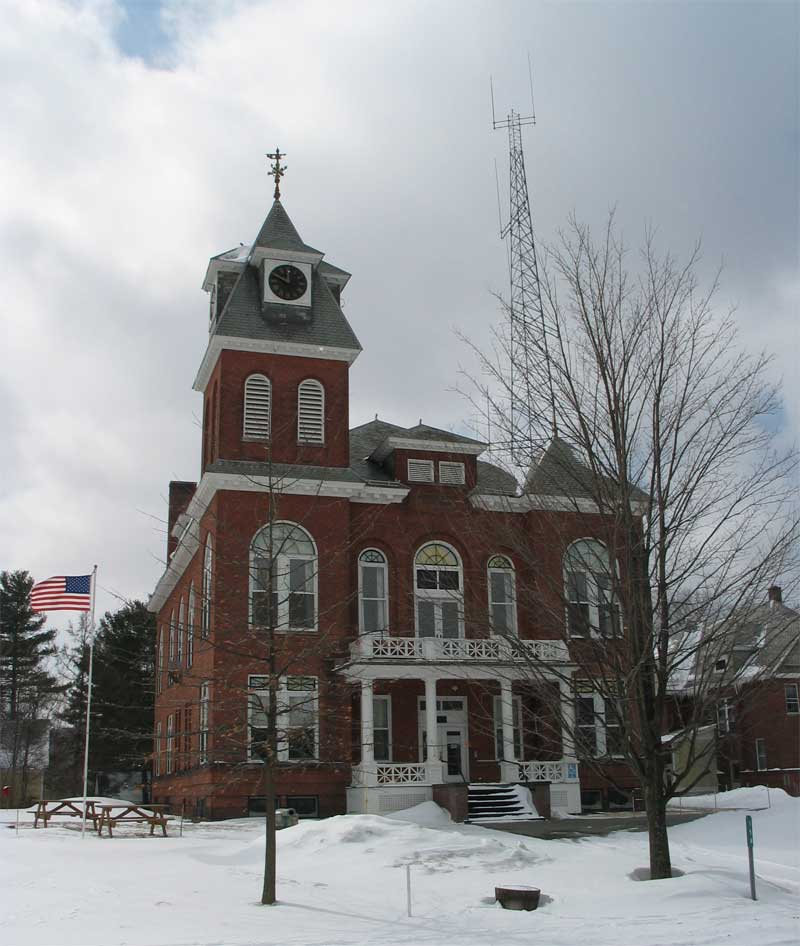
Lamoille County Courthouse

Das Village Hyde Park wurde 1895 mit eigenständigen Rechten versehen, wie viele andere incorporated Villages zum Zwecke einer Gründung kommunaler Wasser- und Stromversorgung. Die auch heute noch im Village angesiedelt ist. Im Village befinden sich zudem neben den Verwaltungseinrichtungen mehrerer Kirchengemeinden das Postamt, die Bibliothek, Grundschule und das Hyde Park Opera House, ein Veranstaltungszentrum.
Das Lamoille County Courthouse wurde 1912 errichtet und im Jahr 1996 ins National Register of Historic Places aufgenommen.

### Einwohnerentwicklung
| Jahr      | 1900 | 1910 | 1920 | 1930 | 1940 | 1950 | 1960 | 1970 | 1980 | 1990 |
| --------- | ---- | ---- | ---- | ---- | ---- | ---- | ---- | ---- | ---- | ---- |
| Einwohner | 422  | 423  | 368  | 313  | 330  | 440  | 474  | 418  | 475  | 457  |
| Jahr      | 2000 | 2010 | 2020 | 2030 | 2040 | 2050 | 2060 | 2070 | 2080 | 2090 |
| Einwohner | 415  | 462  | 410  |      |      |      |      |      |      |      |

Volkszählungsergebnisse Hyde Park Village, Vermont